# Leon Sabua
Leon Rustamovich Sabua (en Géorgien ; ლეონი საბუა en russe : Леон Рустамович Сабуа), né le 1er septembre 2000 à Gagra, est un footballeur russe qui évolue au poste de milieu offensif.

## Biographie
Né à Gagra, en Géorgie —  Leon Sabua est d'abord formé dans l'école sportive de Gagra, avant de rejoindre l'académie de Krasnodar.

### Carrière en club
Sabua fait ses débuts en championnat de Russie avec le FK Krasnodar le 24 octobre 2020 lors d'un match contre le Spartak Moscou. Il remplace Magomed-Shapi Suleymanov à la 57e minute et marque un but deux minutes plus tard, étant le seul buteur de son équipe lors de la défaite 1 à 3 à domicile,.
Quatre jours plus tard, il fait ses débuts européens en tant que remplaçant tardif lors de la défaite 0–4 à domicile en Ligue des champions contre Chelsea. La semaine suivante, il est même titularisé contre Séville, les derniers vainqueurs de la Ligue Europa, quittant le terrain alors que son équipe mène 2-0, remplacé par Eduard Spertsyan, qui verra les Sévillans arracher une victoire 3-2 à domicile.

## Statistiques
| Saison                | Club                  | Championnat           | Championnat | Championnat | Coupe(s) nationale(s) | Coupe(s) nationale(s) | Compétition(s) continentale(s) | Compétition(s) continentale(s) | Compétition(s) continentale(s) | Total | Total |
| Saison                | Club                  | Division              | M.          | B.          | M.                    | B.                    | Comp.                          | M.                             | B.                             | M.    | B.    |
| 2017-2018             | FK Krasnodar-2        | D3                    | 10          | 1           | -                     | -                     | -                              | -                              | -                              | 10    | 1     |
| 2018-2019             | FK Krasnodar-2        | D2                    | 10          | 0           | -                     | -                     | -                              | -                              | -                              | 10    | 0     |
| 2019-2020             | FK Krasnodar-2        | D2                    | 18          | 3           | -                     | -                     | -                              | -                              | -                              | 18    | 3     |
| 2020-2021             | FK Krasnodar-2        | D2                    | 36          | 7           | -                     | -                     | -                              | -                              | -                              | 36    | 7     |
| 2021-2022             | FK Krasnodar-2        | D2                    | 19          | 1           | -                     | -                     | -                              | -                              | -                              | 19    | 1     |
| Sous-total            | Sous-total            | Sous-total            | 93          | 12          | -                     | -                     | -                              | -                              | -                              | 93    | 12    |
| 2020-2021             | FK Krasnodar          | D1                    | 2           | 1           | -                     | -                     | C1                             | 2                              | 0                              | 4     | 1     |
| 2021-2022             | FK Krasnodar          | D1                    | 1           | 0           | -                     | -                     | -                              | -                              | -                              | 1     | 0     |
| Total sur la carrière | Total sur la carrière | Total sur la carrière | 96          | 13          | -                     | -                     | -                              | 2                              | 0                              | 98    | 13    |